# SUPER CD-ROM2体験ソフト集
『SUPER CD-ROM2体験ソフト集』は、ハドソンが1991年にPCエンジンで発売した有料の体験版ソフトである。
SUPER CD-ROM2専用のRPG作品、本作の発売日に発売予定であったが発売遅延となった天外魔境II 卍MARUと発売済のドラゴンスレイヤー英雄伝説2作の序盤がプレイ可能となっている。

## 概要
『天外魔境II』はオープニングデモから最初のボス戦である「ツノ王」戦後まで、『ドラゴンスレイヤー英雄伝説』はオープニングデモから第1章終了までプレイが可能となっている。どちらもセーブ機能は存在せず本編にデータを引き継ぐ事は出来ない。
体験出来る部分は製品版と大きな違いはないが『天外魔境II』はBGMや戦闘のテンポが製品版と微妙に違い『ドラゴンスレイヤー英雄伝説』はナレーション、BGMのセレクト機能が存在せず、ナレーションはON固定、BGMはCD音源固定となっている。
SUPER CD-ROM2起動画面が画面の文字が回転しながら縮小していくアニメーションする本作独自の特殊なものとなっており、専門誌『PC Engine FAN』では（当時ライバルと目されており、ハード的に回転拡大縮小機能を備えていた）MEGA-CDを意識したものと推測している。

## 開発
1991年の年末商戦に合わせSUPER CD-ROM2と同時発売（従来のCD-ROM2をSUPER化するスーパーシステムカードおよびSUPER CD-ROM2一体型ハードは発売済）し、SUPER CD-ROM2を普及させる鍵ともなっていた天外魔境IIの開発遅延が深刻化し、1991年11月7日にハドソンは緊急記者会見を実施、発売が来年（1992年）となることと、年末を待っていたPCエンジンユーザへのお詫びとSUPER CD-ROM2の普及の為に天外魔境IIに変わって急遽で本ソフトの発売を決定した事がアナウンスされた。
上記の通り売上を意識しての作品ではないため、非常に安価な定価1000円での販売となった。発売元のハドソンからではなくNECホームエレクトロニクスより、本ソフトでSUPER CD-ROM2ソフトの素晴らしさがわかるとし、SUPER CD-ROM2システムの今後に期待して欲しいと案内コメントが出されている。

## 評価
正規のPCエンジンソフトではあるが特殊な位置づけの急遽発売された作品であり、雑誌でのレビューは行われずPC Engine FAN誌の読者通信簿による評価も行われていない。